# Radio Yaraví
Radio Yaraví es una estación de radio peruana. Es operada por el Centro de comunicación Amakella de Arequipa. Se emite a nivel regional con programación mayormente informativa, centrada en investigación ciudadana, en que inicialmente se emitió de forma bilingüe.

## Historia
Fue fundada en 1993 en el distrito de Miraflores por el sacerdote Eloy Arribas, quien se dedicó en comunicar con sectores emergentes de la ciudad, además de varios proyectos de caridad. Tras la creación de la organización Amakella, en 1981, esta compró la estación local donde Arribas trabajaba, Onda Sideral.
La radio ganó fama por su análisis político, con la gestión del periodista Hugo Condori Chambi, quien estableció en la radio la única encuestadora de origen arequipeño en reportajes de elecciones regionales. También cuenta con un espacio semanal enfocado en actividades de ocio, Los deportivos.
En 2012 la organización Alicorp junto al Ministerio de Desarrollo e Inclusión Social otorgó el segundo lugar del concurso La radio saludable por la campaña Alimentación en la gestante. En 2020 se lanzó su programación educativa en colaboración con la gerencia regional de Educación de Arequipa como alternativa a Aprendo en casa.